# Angelique Bianca
Angelique Bianca (4 de fevereiro de 1975)é uma cantora e DJ de progressive-house/tech-house nascida nos Estados Unidos e atualmente residindo em Ibiza, na Espanha. Foi durante a década de 1990 a vocalista do grupo The Indians. Recentemente, participou do projeto And the Beat Goes On (2009).